# گردنه مامیسون
گردنه مامیسون (به لاتین: Mamison Pass) یک گردنه در گرجستان و روسیه است که در کوه‌های قفقاز واقع شده‌است. گردنه مامیسون ۲٬۹۱۱ متر بالاتر از سطح دریا واقع شده‌است.